# Église Saint-Aubin de Vautorte
L'église Saint-Aubin est une église de style ogival dédiée à Aubin d'Angers et située à Vautorte, en Mayenne. L'église date vraisemblablement du XIVe siècle. L'église a conservé des architectures anciennes, mais elle a été restaurée en 1839. 

## Description
Il y avait en 1682 des autels de Notre-Dame de Saint-Sébastien et de Saint-Pierre. Jean et Pierre Hocdé, entrepreneurs, construisirent en 1700 la chapelle du Rosaire. On déplace en 1725 les autels de la Vierge et de Saint Pierre. 
La nef est reconstruite en 1832 par M. Godefroy, architecte.
François Cazet de Vautorte décède en 1654 à Ratisbonne. Son corps est inhumé dans l'église des pères jésuites de Ratisbonne. Son cœur est inhumé dans l'église de Vautorte le 21 juin 1654 auprès de celui de feu monsieur le président de Vautorte son père.

## Retables
On y trouve 3 retables composés de pierre de tuffeau et de marbre (XVIIIe siècle), ainsi qu'un petit enfeu (XVIIe siècle). Le retable est une réalisation d'Yves-Jean Pinson en 1783 : le retable du maître-autel garde le schéma déjà utilisé par l'auteur à Fromentières et à Livet-en-Charnie. Yves Pinson s'engage à démonter et replacer le maître-autel avec le retable, et Pierre Duchemin, architecte à Château Gontier, refait pour 156 livres, en 1786, les deux autels de Saint Roch et Saint Sébastien, ainsi que les augmentations qui décorent les deux côtés du maîte-autel. Le curé avait voulu substituer en 1785 le vocable de saint Jean, son patron sous prétexte que la saint Aubin tombait toujours en Carême.

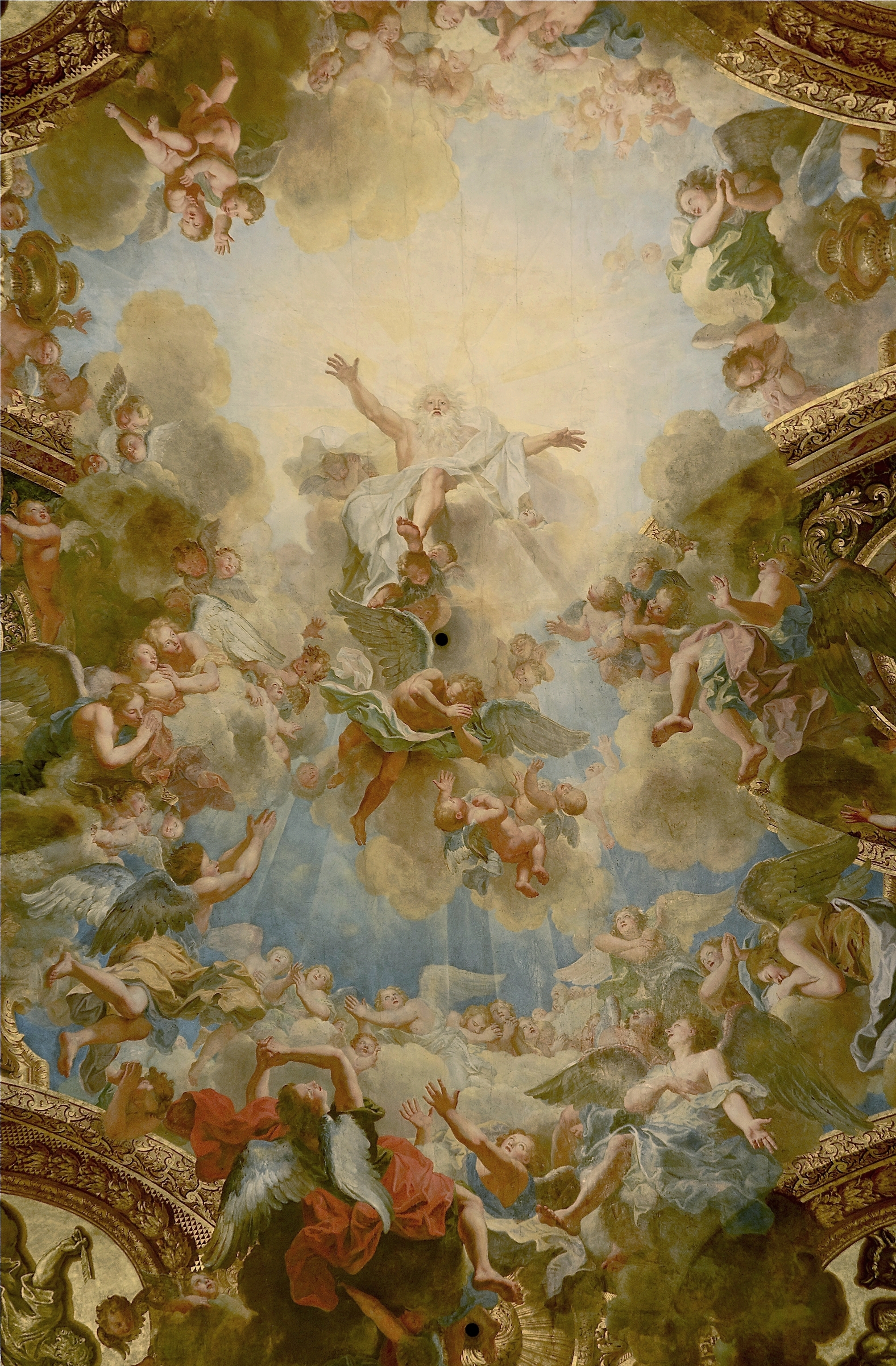
détail de la voûte de la chapelle du Château de Versailles, Dieu le Père, dans sa Gloire

Dans le mur de la chapelle méridionale sont incrustées extérieurement deux pierres tombales anciennes, gravées de croix. Le cimetière était autour de l'église, et a été déplacé sur la route de Placé dans un champ appelé la Bréchardière.

## Sources
- « Église Saint-Aubin de Vautorte », dans Alphonse-Victor Angot et Ferdinand Gaugain, Dictionnaire historique, topographique et biographique de la Mayenne, Laval, A. Goupil, 1900-1910 [détail des éditions] (BNF 34106789, présentation en ligne)
- Tourisme – Église Saint-Aubin sur www.vautorte.fr